# روسلان پولووینکو
روسلان پولووینکو (اوکراینی: Руслан Олександрович Половинко؛ ۲۱ اکتبر ۱۹۶۹ – ۶ اوت ۱۹۹۲) خلبان بالگرد آذربایجانی- اوکراینی و ستوان نیروهای مسلح جمهوری آذربایجان بود، که در جنگ قره‌باغ حضور داشت. از او در پاس اقدامات شجاعانه‌اش در جنگ، بعد از مرگش با اهدای قهرمان ملی جمهوری آذربایجان تقدیر شد.

## زندگی‌نامه
روسلان پولووینکو ۲۱ اوکتبر سال ۱۹۶۱ در شهر زمیئیف استان خارکیف در اوکراین شوروی به دنیا آمد. او مدرک خود را از مدرسه عالی هوانوردی سیزران در استان سیزران شوروی به دست آورد. به دنبال آنکه در سال ۱۹۹۱ فارغ‌التحصیل شد، برای گذراندن خدمت نظامی ضروری خود به نخجوان اعزام شد. پس از سازماندهی نیروی هوایی جمهوری آذربایجان به خدمت خود در گردان هوایی باکو ادامه داد.

## جنگ قره‌باغ
روسلان پولووینکو در سال ۱۹۹۱ به جنگ قره‌باغ محلق شد. او در نبردهای قبادلی، لاچین و آغ‌دره قهرمانی بزرگی از خود نشان داد. در ۶ اوت ۱۹۹۲، پس از دریافت اطلاعاتی مبنی بر محاصره نظامیان آذربایجانی توسط نیروهای ارمنستان در بلندی کوساپات، او به همراه ذاکر مجیدوف و جوانشیر رحیموف، دیگر اعضای خدمه بالگرد میل -۲۴، به نجات سربازان شتافت.
در نتیجه سه پرواز، آن‌ها به واسطه بمباران مواضع نظمیان ارمنستان تعدادی از آن‌ها را کشته و مهمات و جنگ‌افزارشان را نابود کردند. در حین انجام مأموریت جنگی سربازان زخمی و گرفتار محاصره را نجات دادند؛ ولی به هنگام پرواز چهارم هلیکوپتر آنها هدف نیروهای ارمنستان قرار گرفت و تمام خدمه آن کشته شدند. او در شهر زمیئیف اوکراین، زادگاه خود، به خاک سپرده شد.
روسلان پولووینکو مجرد بود.

## نشان
بر پایه فرمان شماره ۲۰۴ ریاست جمهوری آذربایجان به تاریخ ۱۴ سپتامبر ۱۹۹۲، پس از مرگش از روسلان پولووینکو با اعطاء نشان قهرمان ملی این کشور تقدیر به عمل آمد.